# Roy Coffin
Roy Riddell Coffin (Filadelfia, 10 maggio 1898 – Wallingford, 10 novembre 1982) è stato un hockeista su prato statunitense, vincitrice del bronzo olimpico a Los Angeles 1932.

## Palmarès
- Giochi olimpici

Los Angeles 1932: bronzo.